# Vidar Hop
Vidar Hop, född 11 november 1958 i Bergen i Vestland fylke, är en norsk travkusk (catch driver). Hans hemmabana är Jarlsberg.

## Karriär
Hop har till maj 2021 tagit över 4 300 segrar, och kört över 42 000 lopp. Han har segrat i flera storlopp i Europa, och kört hästar som Thai Tanic, Papagayo E., B.B.S.Sugarlight, Blé du Gers och Hickothepooh.
Hop har kört två upplagor av Elitloppet på Solvalla (1999 och 2021). 1999 körde han hästen Rite On Line åt Atle Hamre, och 2021 körde han Hickothepooh åt Trond Anderssen.

## Segrar i större lopp
| År   | Lopp                       | Häst             | Tränare             | Grupp   |
| ---- | -------------------------- | ---------------- | ------------------- | ------- |
| 1999 | Norskt Kallblodsderby      | Lome Elden       | John Hasle          | -       |
| 2003 | Norskt Trav-Kriterium      | Thai Tanic       | Trond Anderssen     | Grupp 1 |
| 2003 | Ulf Thoresens Minneslopp   | Hr Siem          | Gier Lerbo          | Grupp 1 |
| 2004 | Svenskt Kallblodskriterium | H.G.Balder       | John Hasle          | -       |
| 2005 | Svenskt Kallblodsderby     | H.G.Balder       | John Hasle          | -       |
| 2007 | Norskt Trav-Kriterium      | Lucky Buck       | Jan Kristian Waaler | Grupp 1 |
| 2007 | Norskt Kallblodsderby      | Tangen Scott     | Lars O. Romtveit    | -       |
| 2008 | Norskt Trav-Kriterium      | First Eleven L.  | Jan Kristian Waaler | Grupp 1 |
| 2009 | Norskt Trav-Kriterium      | Bullchip         | Jan Kristian Waaler | Grupp 1 |
| 2011 | Norskt Trav-Kriterium      | Viking Frecel    | Jan Kristian Waaler | Grupp 1 |
| 2012 | Habibs Minneslopp          | Viking Frecel    | Jan Kristian Waaler | Grupp 2 |
| 2012 | Jarlsberg Grand Prix       | Viking Frecel    | Jan Kristian Waaler | Grupp 2 |
| 2012 | Axel Jensens Minneslopp    | Broadway Legs    | Frode Hamre         | Grupp 2 |
| 2013 | Norskt Trav-Kriterium      | Papagayo E.      | Jan Kristian Waaler | Grupp 1 |
| 2013 | Norskt Kallblodsderby      | Timian Scott     | Lars O. Romtveit    | -       |
| 2014 | Jarlsberg Grand Prix       | Papagayo E.      | Jan Kristian Waaler | Grupp 2 |
| 2015 | Forus Open                 | Papagayo E.      | Jan Kristian Waaler | Grupp 1 |
| 2016 | Grote Prijs der Giganten   | B.B.S.Sugarlight | Fredrik Solberg     | Grupp 2 |
| 2017 | Grote Prijs der Giganten   | B.B.S.Sugarlight | Fredrik Solberg     | Grupp 2 |
| 2020 | Ulf Thoresens Minneslopp   | Blé du Gers      | Frode Hamre         | Grupp 1 |
| 2021 | Finlandialoppet            | Hickothepooh     | Trond Anderssen     | Grupp 1 |
| 2021 | Ulf Thoresens Minneslopp   | Hickothepooh     | Trond Anderssen     | Grupp 1 |